# 嘉義市政府地政處
嘉義市政府地政處（簡稱地政處），1982年成立，是嘉義市政府的直屬機關。處長及副處長之下共有3科、1地政事務所，分別是：地籍科、地價科、地用科及重劃科和嘉義市地政事務所。

## 組織架構
嘉義市政府地政處在處長及副處長之下，設有3科以及1地政事務所。
- 處長
  - 副處長

### 內部單位

#### 地籍科
- 地籍資訊網路服務業務。
- 地籍圖重測業務。
- 外國人地權管理業務。
- 土地再鑑界業務。
- 地政士管理業務。
- 土地法規定之糾紛調處業務。
- 督導地政事務所處理土地.建物之登記 測量 資訊。
- 地籍清理業務。
- 未辦繼承登記土地之列冊管理。
- 私有耕地三七五租約備查及成果管理。
- 公有耕地管理。

#### 地價科
- 公告土地現值及公告地價之評議、公告。
- 協助辦理公地出售、地價查估、及國有土地出售會同審議。
- 地價指數資料審查。
- 地價資訊調查表審查。
- 不動產估價師管理。
- 土地徵收補償市價及變動幅度評議。
- 土地買賣權利人實價登錄。
- 有關租佃爭議調處事項。
- 不動產經紀業管理業務。
- 處理不動產消費爭議申訴暨不動產消費者保護業務。

#### 地用科
- 土地徵收業務。
- 土地撥用業務。

#### 重劃科
- 市地重劃業務。
- 自辦市地重劃審核業務。
- 區段徵收業務。

### 附屬機關

#### 嘉義市地政事務所
嘉義市地政事務所在主任及秘書之下設有5課、3室。
- 主任
  - 秘書

##### 內部單位

###### 第一課
- 土地及建物登記、地籍倉庫管理、核發土地、建物登記謄本及核計規費。

###### 第二課
- 土地複丈、建物測量、地目變更，核發地籍圖、建物平面圖及圖籍保管。

###### 第三課
- 實施平均地權規定地價、調查地價動態、編製土地現值表、釐正地價資料及異動通報。

###### 第四課
- 文書收發、印信、總務、出納、研考等事項。

###### 第五課
- 地政資訊業務

###### 人事室
- 人事組織編制、任免、訓練進修、考核獎懲、差勤管理、服務獎章、退撫、保險、待遇福利、人事資料管理、其他臨時交辦事項。

###### 會計室
- 本所歲計、會計及統計業務。

## 外部連結
- 嘉義市政府地政處（页面存档备份，存于）（中文）（英文）